# Thymbra (рослина)
Thymbra — рід ароматних напівкущів, поширених у Середземномор'ї (Марокко, Алжир, Туніс, Лівія, Єгипет, Португалія, Іспанія, Корсика (Франція), Італія, Мальта, Албанія, колишня Югославія, Греція) та Західній Азії (Кіпр, Іран, Ірак, Ліван, Сирія, Туреччина, Ізраїль, Йорданія, Саудівська Аравія).

## Біоморфологічна характеристика
Листки цілісні, зазвичай здвоєні, молоді листки в пахвових пучках. Приквітки не листоподібні, яйцювато-ланцетні або ланцетні. Чашечка 2-губа, 5-лопатева (3/2), циліндрична, задні частки короткі, трикутні, передні частки ланцетні, вигнуті, горло бородате. Віночок 2-губий, 4-лопатевий (1/3), від кремового до пурпурного забарвлення, задня частка ± закруглена, пряма, виїмчаста, передня губа з округлими частками, серединна частка вигнута вниз. Тичинок 4. Горішки яйцеподібні, ± гладкі. 2n = 30.

## Види
Рід містить 7 видів: 
1. Thymbra calostachya (Rech.f.) Rech.f.
2. Thymbra capitata (L.) Cav.
3. Thymbra linearifolia (Brullo & Furnari) Bräuchler
4. Thymbra nabateorum (Danin & Hedge) Bräuchler
5. Thymbra sintenisii Bornm. & Azn.
6. Thymbra spicata L.
7. Thymbra thymbrifolia (Hedge & Feinbrun) Bräuchler